# Asplenium ultimum
Asplenium ultimum är en svartbräkenväxtart som beskrevs av Alan Reid Smith. Asplenium ultimum ingår i släktet Asplenium och familjen Aspleniaceae. Inga underarter finns listade.